# DIDWW
DIDWW est une entreprise mondiale de télécommunications spécialisée dans les services de voix sur IP (VoIP) et de liaisons SIP (Session Initiation Protocol). Fondé en 2004, son siège social se trouve à Dublin, Leinster, Irlande. Lina Zaboras est PDG de l'entreprise,.

## Histoire
DIDWW a été fondé en 2004 à Dublin, en Irlande.
En décembre 2019, l'entreprise a commencé à fournir des services de SMS bilatéraux aux États-Unis et au Canada.
Au cours de l'été 2021, DIDWW s'est associé à PCCW Globa pour étendre les services SIP trunking à l'Europe et à l'Asie.
En 2022, Sunrise UPC GmbH, l'entreprise de télécommunications suisse, collabore avec DIDWW pour lancer Business Voice International.
L'entreprise s'associe à Telesmart.io en mai 2022.
Depuis mars 2023, la solution SIP trunking de DIDWW est disponible sur Genesys AppFoundry.

## Activités
DIDWW est spécialisé dans la fourniture d'une couverture internationale de numéros de téléphone virtuels locaux, nationaux, mobiles, gratuits et SMS, de liaisons SIP bilatérales locales et mondiales, d'un accès aux services d'urgence locaux, de la portabilité des numéros et d'outils de sélection des numéros. Cela donne accès à des numéros de téléphone internationaux dans 80 pays.